# Ilustra Brasil
Ilustra Brasil é um evento anual de quadrinhos organizado pela Sociedade dos Ilustradores do Brasil (SIB). A primeira edição ocorreu em setembro de 2004, em São Paulo, com exposições, palestras e debates sobre ilustração. Desde a terceira edição do evento, ele passou a ocorrer também no Rio de Janeiro, geralmente em data imediatamente anterior à edição paulista.
O Ilustra Brasil ganhou o Troféu HQ Mix de melhor evento de quadrinhos em 2005 e 2007.